# Bill Withers
Bill Withers, pseudonimo di William Harrison Withers Jr. (Slab Fork, 4 luglio 1938 – Los Angeles, 30 marzo 2020), è stato un cantante e musicista statunitense.
È stato attivo principalmente dal 1970 al 1985. Fra i suoi brani più celebri si possono citare Lean on Me, Ain't No Sunshine, Use Me, Just the Two of Us, Lovely Day e Grandma's Hands.

## Biografia
Ultimo di sei figli, Bill Withers iniziò ad avvicinarsi alla musica all'età di diciotto anni nel 1956, e per intraprendere la carriera musicale lasciò i marine nel 1965, trasferendosi a Los Angeles. Inizialmente suonò nei locali notturni e registrò alcuni demo, fino a che negli anni settanta non conquistò l'attenzione della Sussex Records, che nel 1971 pubblicò il suo primo album Just as I Am, a cui collaborò il chitarrista Stephen Stills. L'album ottenne un buon successo, principalmente spinto dal primo singolo Ain't No Sunshine, che vendette oltre un milione di copie e vinse il Grammy Award come miglior brano R&B. Anche i singoli Lean on Me e Use Me, estratti dal secondo album di Withers Still Bill del 1972 raggiunsero le vette della classifica Billboard, vendendo oltre tre milioni di copie ciascuno. Nel 1974 venne pubblicato il terzo album +'Justments , notevole per la partecipazione di José Feliciano alla chitarra e alle congas. Nello stesso periodo Withers collaborò con artisti come Gladys Knight, James Brown, Etta James e B.B. King.
Nel 1975 Bill Withers firmò un nuovo contratto con la Columbia Records con cui pubblicò l'album Making Music, Making Friends, in cui è incluso il brano She's Lonely presente nella colonna sonora del film In cerca di Mr. Goodbar. Nei tre anni successivi vennero pubblicati altri tre album Naked & Warm (1976) Menagerie (1977) e 'Bout Love (1978). A causa di contrasti con la Columbia, Withers concentrò le proprie energie su nuove collaborazioni, fra cui la più importante resta quella con il sassofonista Grover Washington, Jr., con cui incise il brano Just the Two of Us, che nel 1982 vinse un Grammy Award. Withers in seguito realizzò Soul Shadows con i The Crusaders, e In the Name of Love con Ralph MacDonald, che ottenne una nomination ai Grammy.
Nel 1985, in seguito alla pubblicazione Watching You, Watching Me, la Columbia interruppe il contratto con Bill Withers. Ciò nonostante, nel 1987 l'artista vinse il terzo Grammy della sua carriera, come autore di Lean on Me, ripubblicata in una cover dei Club Nouveau; e nel 1988 un remix di Lovely Day, brano originariamente pubblicato nel 1977, entrò nella top ten britannica.
Nel 2007, Lean on Me è stata inserita nella Grammy Hall of Fame.
Il brano Lovely Day è entrato a far parte della colonna sonora dei film 127 ore (2010) Scuola per canaglie (2006) e Pets - Vita da animali (2016). Inoltre il brano è presente nei minuti iniziali di After Life, serie originale  Netflix.
Withers è deceduto a Los Angeles il 30 marzo 2020 all'età di 81 anni, a causa di alcune complicazioni cardiache.

## Vita privata
Withers sposò l'attrice Denise Nicholas nel 1973, durante il suo periodo nella sitcom Room 222. La coppia divorziò nel 1974. Poco dopo, nel 1976, Withers si unì in matrimonio con Marcia Johnson; ebbero due figli, Todd e Kori. Marcia nel corso del tempo assunse la gestione diretta delle sue case editrici con sede a Beverly Hills, nelle quali anche i suoi figli successivamente furono coinvolti.

## Discografia

### Album in studio
- 1971 – Just as I Am
- 1972 – Still Bill
- 1974 – +'Justments
- 1975 – Making Music
- 1976 – Naked & Warm
- 1977 – Menagerie
- 1979 – 'Bout Love
- 1985 – Watching You, Watching Me

### Album dal vivo
- 1973 – Live at Carnegie Hall

### Raccolte
- 1975 – The Best of Bill Withers
- 1980 – The Best of Bill Withers
- 1981 – Greatest Hits
- 1988 -  Bill Withers' Greatest Hits - Just the two of us & Soul Shadows
- 1994 – Lean on Me: The Best of Bill Withers
- 2000 – The Ultimate Bill Withers Collection
- 2000 – The Best of Bill Withers: Lean on Me
- 2005 – Lovely Day: The Very Best of Bill Withers
- 2008 – Ain't No Sunshine: The Best of Bill Withers
- 2009 – Playlist: The Very Best of Bill Withers
- 2013 – The Essential Bill Withers

## Filmografia

### Televisione
- Vivat Vivi, regia di Bob Rooyens - film TV (1973)
- The Boy King, regia di Billy J. Parrott - film TV (1986)
- Criminal Minds  - serie TV, episodio 11x17 (2016)

## Doppiatori italiani
Nelle versioni in italiano delle opere in cui ha recitato, Bill Withers è stato doppiato da:
- Toni Orlandi in Criminal Minds